# Brit Awards 2008
Les Brit Awards 2008 ont lieu le 9 février 2008 à l'Earls Court Exhibition Centre à Londres. Il s'agit de la 28e cérémonie des Brit Awards, présentée par Ozzy Osbourne, Sharon Osbourne, Kelly Osbourne et Jack Osbourne et diffusée en direct à la télévision sur la chaîne ITV.
Le prix du choix des critiques est attribué pour la première fois et celui de la révélation internationale disparaît.

## Interprétations sur scène
Plusieurs chansons sont interprétées lors de la cérémonie :
- Mika et Beth Ditto : Love Today / Standing in the Way of Control / Grace Kelly
- Rihanna et Klaxons : Umbrella
- Kylie Minogue: Wow
- Kaiser Chiefs : Ruby
- Leona Lewis : Bleeding Love
- Mark Ronson, Adele, Daniel Merriweather et Amy Winehouse : God Put a Smile upon Your Face / Stop Me / Valerie
- Amy Winehouse : Love Is a Losing Game
- Paul McCartney: Dance Tonight / Live and Let Die / Hey Jude / Lady Madonna / Get Back

## Palmarès
Les lauréats apparaissent en caractères gras.

### Meilleur album britannique
- Favourite Worst Nightmare de Arctic Monkeys
  - Spirit de Leona Lewis
  - Life in Cartoon Motion de Mika
  - Version de Mark Ronson
  - Beautiful World de Take That

### Meilleur single britannique
- Shine (en) de Take That
  - 1973 de James Blunt
  - Real Girl de Mutya Buena
  - Worried About Ray de The Hoosiers
  - Ruby de Kaiser Chiefs
  - Bleeding Love de Leona Lewis
  - Grace Kelly de Mika
  - Foundations de Kate Nash
  - Valerie de Mark Ronson feat. Amy Winehouse
  - About You Now de Sugababes

Note : Le vainqueur est désigné par un vote en direct des téléspectateurs,.

### Meilleur artiste solo masculin britannique
- Mark Ronson
  - Newton Faulkner
  - Richard Hawley
  - Mika
  - Jamie T

### Meilleure artiste solo féminine britannique
- Kate Nash
  - Bat for Lashes
  - PJ Harvey
  - Leona Lewis
  - KT Tunstall

### Meilleur groupe britannique
- Arctic Monkeys
  - Editors
  - Girls Aloud
  - Kaiser Chiefs
  - Take That

### Révélation britannique
- Mika
  - Bat for Lashes
  - Klaxons
  - Leona Lewis
  - Kate Nash

Note : Le vainqueur est désigné par un vote des auditeurs de BBC Radio 1.

### Meilleur artiste britannique sur scène
- Take That
  - Arctic Monkeys
  - Kaiser Chiefs
  - Klaxons
  - Muse

Note : le vainqueur est désigné par un vote des auditeurs de BBC Radio 2.

### Choix des critiques
- Adele
  - Duffy
  - Foals

### Meilleur album international
- Echoes, Silence, Patience & Grace de Foo Fighters
  - Neon Bible de Arcade Fire
  - Long Road Out of Eden des Eagles
  - Because of the Times de Kings of Leon
  - X de Kylie Minogue

### Meilleur artiste solo masculin international
- Kanye West
  - Michael Bublé
  - Bruce Springsteen
  - Timbaland
  - Rufus Wainwright

### Meilleure artiste solo féminine internationale
- Kylie Minogue
  - Björk
  - Feist
  - Alicia Keys
  - Rihanna

### Meilleur groupe international
- Foo Fighters
  - Arcade Fire
  - Eagles
  - Kings of Leon
  - The White Stripes

### Contribution exceptionnelle à la musique
- Paul McCartney

## Artistes à nominations multiples
- 4 nominations :
  - Mika
  - Take That

- 3 nominations :
  - Arctic Monkeys
  - Kaiser Chiefs
  - Leona Lewis
  - Kate Nash
  - Mark Ronson

- 2 nominations :
  - Arcade Fire
  - Bat for Lashes
  - Eagles
  - Foo Fighters
  - Kings of Leon
  - Klaxons
  - Kylie Minogue

## Artistes à récompenses multiples
- 2 récompenses :
  - Arctic Monkeys
  - Foo Fighters
  - Take That